# Otto I. (Schwaben)

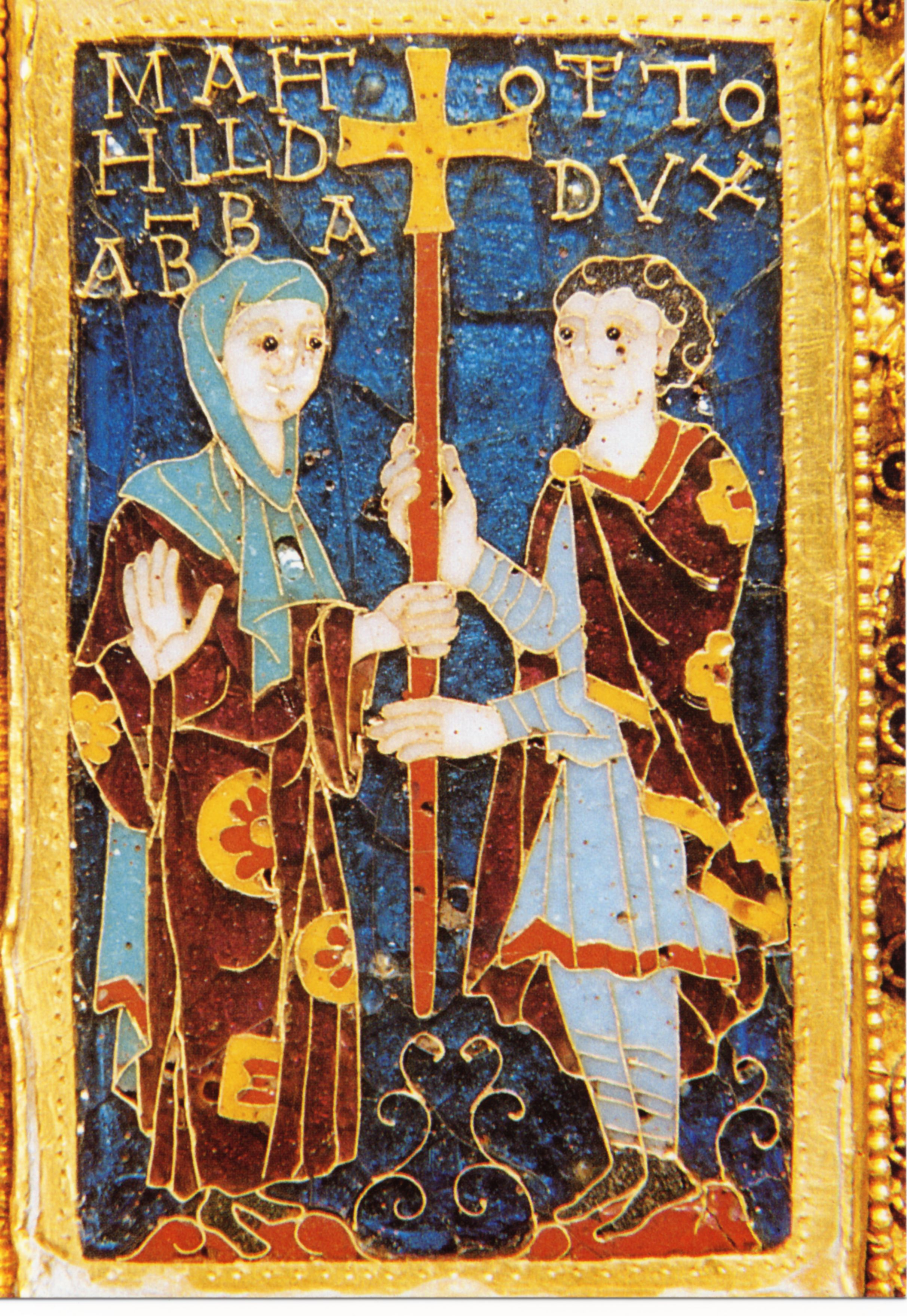
Herzog Otto und seine Schwester auf dem Essener Otto-Mathilden-Kreuz

Otto I. (* 954; † 31. Oktober 982 in Lucca) aus dem Adelsgeschlecht der Ottonen war von 973 bis 982 Herzog von Schwaben und von 976 bis 982 Herzog von Bayern.

## Leben
Otto war der einzige Sohn Liudolfs von Schwaben und dessen Gemahlin Ida (Ita), Tochter Herzogs Hermann I. von Schwaben. Otto war somit ein Enkel des Kaisers Otto I. Seine Schwester Mathilde war Äbtissin des Stifts Essen.
Im Jahre 982 begleitete er als enger Vertrauter Ottos II. diesen auf seinem Italienzug. Er überlebte am 13. Juli 982 bei Crotone (Kalabrien) die Niederlage des Reichsheeres in der Schlacht am Kap Colonna. Auf den Rückweg erlag er am 31. Oktober 982 in Lucca seinen Verletzungen; andere Quellen nennen den 1. November als Todesdatum. Als Todesursache wird auch Malaria angegeben.
Begraben wurde Otto in der Stiftsbasilika Sankt Petrus und Alexander in Aschaffenburg, die er sehr gefördert hatte. Die ursprüngliche Grabplatte über Ottos letzter Ruhestätte erlitt 1552 im Zweiten Markgräflerkrieg schwere Schäden. Der Bildhauer Hans Juncker schuf 1608 einen Ersatz mit einer archaisierenden ganzfigurigen Darstellung Ottos. Die Platte aus partiell farbig gefasstem und vergoldetem Sandstein befindet sich inzwischen im Stiftsmuseum der Stadt Aschaffenburg.
In der Geschichte des Herzogtums Schwaben hinterließ er kaum Spuren. Er war Graf in Rätien und verfügte über das Eigenkloster Einsiedeln.
Auf dem im Essener Domschatz befindlichen Otto-Mathilden-Kreuz ist Otto neben seiner Schwester auf der Stifterplatte dargestellt.